# Un'emozione per sempre
"Un'emozione per sempre" is een nummer van de Italiaanse zanger Eros Ramazzotti. Het nummer verscheen op zijn album 9 uit 2003. Op 24 april van dat jaar werd het uitgebracht als de eerste single van het album.

## Achtergrond
"Un'emozione per sempre" is geschreven door Ramazzotti, Claudio Guidetti, Adelio Cogliati, Maurizio Fabrizio en geproduceerd door Ramazzotti en Guidetti. De titel is naar het Nederlands te vertalen als "een emotie voor altijd". Het is een liefdeslied dat gaat over de gevoelens van een man die aan het eind van een relatie zit en de emoties beschrijft die de relatie achterlaat in zijn leven. Ramazzotti was enkele maanden eerder gescheiden van Michelle Hunziker, maar ontkende dat het nummer gaat over zijn persoonlijke leven en vertelde dat het voor zijn scheiding al was geschreven. Er werd oorspronkelijk een demoversie van het nummer opgenomen door de Italiaanse zanger Alex Baroni kort voor het einde van zijn relatie met Giorgia Todrani.
"Un'emozione per sempre" werd een grote hit in Italië, waar het de nummer 1-positie bereikte. Ook in Zwitserland en Hongarije werd het een nummer 1-hit. In Nederland kwam de single weliswaar niet in de Top 40 terecht en bleef het steken op de twaalfde plaats in de Tipparade, maar het kwam wel tot plaats 43 in de Mega Top 100. In Vlaanderen werd plaats 36 in de Ultratop 50 gehaald. De Spaanstalige versie van het nummer, opgenomen door Ramazzotti zelf onder de titel "Una emoción para siempre", bereikte in de Verenigde Staten de vijfde plaats in de Hot Latin Songs-lijst en de zesde plaats in de Latin Pop Airplay-lijst. In 2003 won Ramazzotti de Festivalbar met de originele versie van het nummer.

## Hitnoteringen

### Nationale Hitparade
| Hitnotering: 31-05-2003 t/m 23-08-2003 | Hitnotering: 31-05-2003 t/m 23-08-2003 | Hitnotering: 31-05-2003 t/m 23-08-2003 | Hitnotering: 31-05-2003 t/m 23-08-2003 | Hitnotering: 31-05-2003 t/m 23-08-2003 | Hitnotering: 31-05-2003 t/m 23-08-2003 | Hitnotering: 31-05-2003 t/m 23-08-2003 | Hitnotering: 31-05-2003 t/m 23-08-2003 | Hitnotering: 31-05-2003 t/m 23-08-2003 | Hitnotering: 31-05-2003 t/m 23-08-2003 | Hitnotering: 31-05-2003 t/m 23-08-2003 | Hitnotering: 31-05-2003 t/m 23-08-2003 | Hitnotering: 31-05-2003 t/m 23-08-2003 | Hitnotering: 31-05-2003 t/m 23-08-2003 | Hitnotering: 31-05-2003 t/m 23-08-2003 |
| Week                                   | 1                                      | 2                                      | 3                                      | 4                                      | 5                                      | 6                                      | 7                                      | 8                                      | 9                                      | 10                                     | 11                                     | 12                                     | 13                                     |                                        |
| -------------------------------------- | -------------------------------------- | -------------------------------------- | -------------------------------------- | -------------------------------------- | -------------------------------------- | -------------------------------------- | -------------------------------------- | -------------------------------------- | -------------------------------------- | -------------------------------------- | -------------------------------------- | -------------------------------------- | -------------------------------------- | -------------------------------------- |
| Positie                                | 67                                     | 66                                     | 63                                     | 68                                     | 68                                     | 82                                     | 80                                     | 50                                     | 43                                     | 59                                     | 61                                     | 73                                     | 78                                     | uit                                    |

### NPO Radio 2 Top 2000
| Nummer met noteringen in de NPO Radio 2 Top 2000 | '09  | '10  | '11  | '12  | '13  | '14  | '15  |
| ------------------------------------------------ | ---- | ---- | ---- | ---- | ---- | ---- | ---- |
| Un'emozione per sempre                           | 1807 | 1741 | 1956 | 1411 | 1573 | 1831 | 1972 |

1. ↑  Een vetgedrukt getal geeft de hoogste notering aan.
2. ↑  2009 was het eerste jaar met een notering voor dit nummer.
3. ↑  Deze tabel is bijgewerkt tot en met de laatste editie (2024).